# Dannella provonshai
Dannella provonshai is een haft uit de familie Ephemerellidae. De wetenschappelijke naam van de soort is voor het eerst geldig gepubliceerd in 1977 door McCafferty.
De soort komt voor in het Nearctisch gebied.